# Alt St. Martinus (Kaarst)

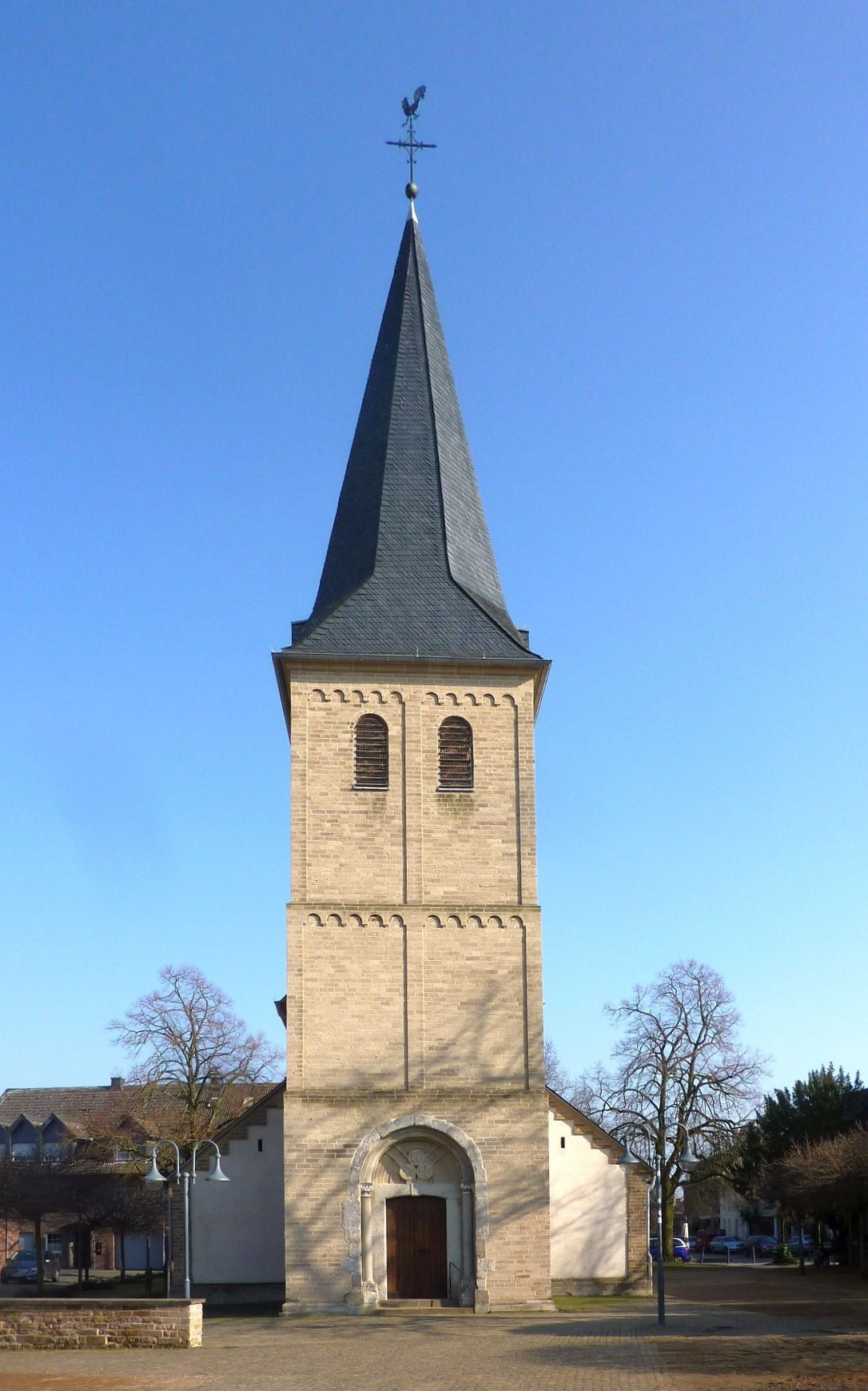
Alt St. Martinus zu Kaarst

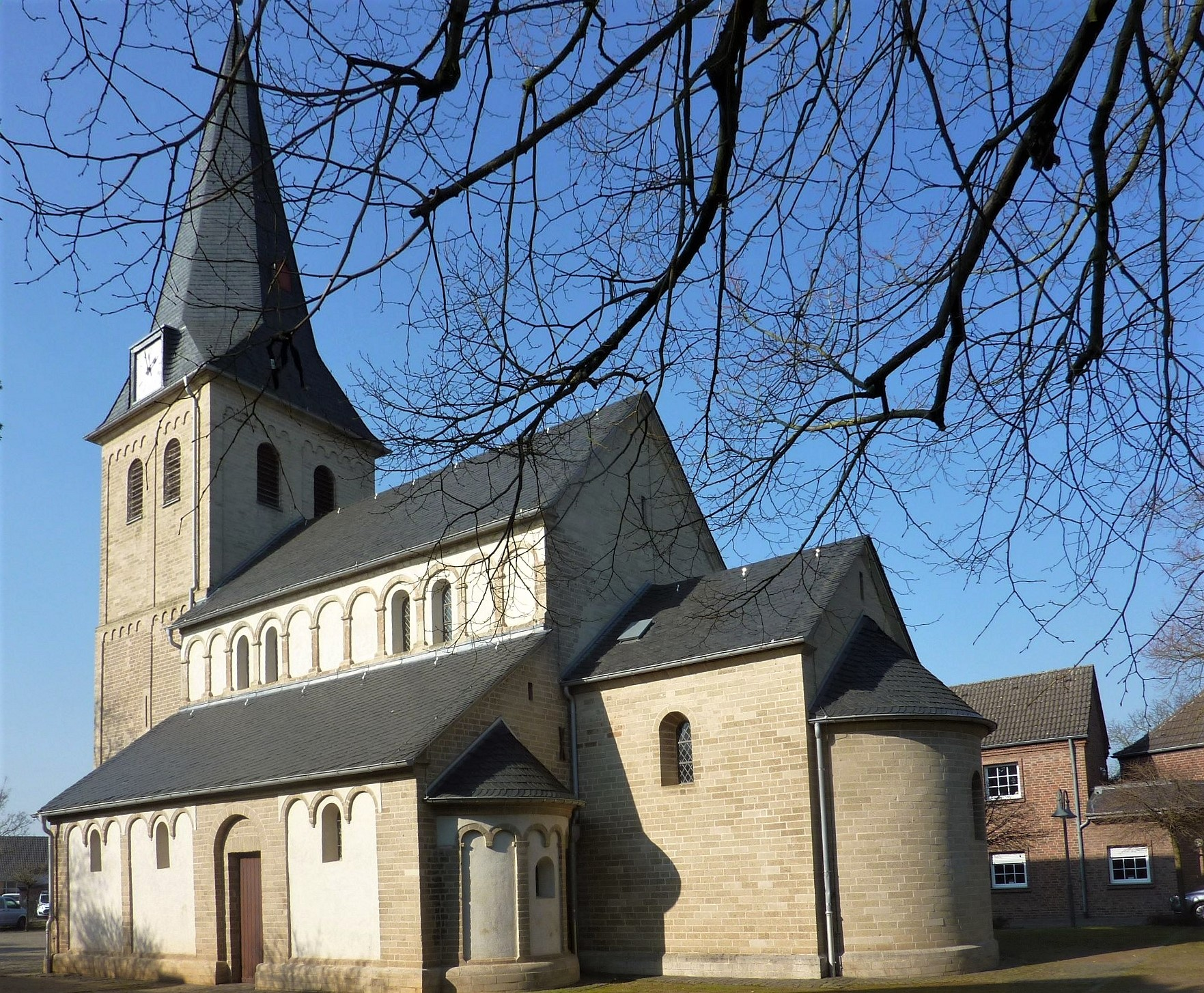
Ansicht von Südosten

Alt St. Martinus  ist die ursprüngliche römisch-katholische Pfarrkirche der Stadt Kaarst im Rhein-Kreis Neuss.

## Geschichte
Das Langhaus der romanischen Kleinbasilika St. Martinus wurde im 11. Jahrhundert auf einem älteren Gräberfeld errichtet. Im südlichen Seitenschiff soll nach Paul Clemen in einer Inschrift die Zahl 1146 als Erbauungsjahr genannt worden sein. Mitte des 12. Jahrhunderts wurden der Westturm, Ende des 12. Jahrhunderts die Seitenschiffe und die Chorapsis angefügt. Im liber valoris wurde die Kirche um 1300 noch mit der Pfarrkirche in Willich verbunden unter einem Pfarrer erwähnt.
Wegen angestiegener Gemeindezahlen wurde St. Martinus im 19. Jahrhundert mehrfach verändert. 1832–42 wurde der alte Chor durch einen größeren Neubau ersetzt, in den 1860er Jahren erfolgte der Anbau eines Querschiffs für Taufkapelle und Sakristei. 1887 wurde der Chor erneut nach Osten verlängert. Nach dem Zweiten Weltkrieg wurde eine erneute Erweiterung in Erwägung gezogen, an anderer Stelle jedoch 1955/56 Neu St. Martinus als neue Kaarster katholische Pfarrkirche errichtet.
Alt St. Martinus wurde 1961–69 bis auf den Turm und die Mauern des Hauptschiffes niedergelegt und in der Folge die hochmittelalterliche Gestalt der Kirche rekonstruiert.